# Kinarut Mansion

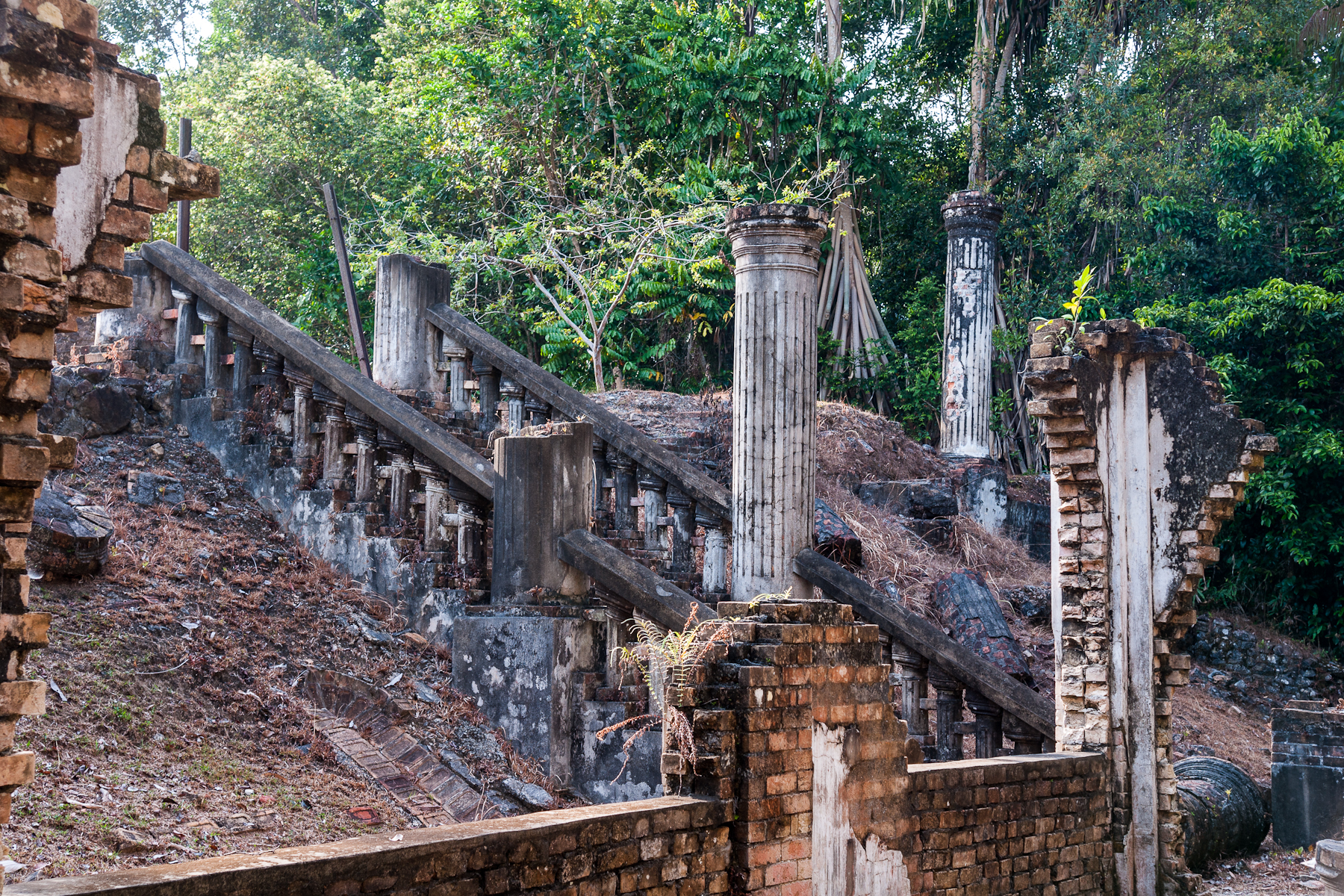
Die große Steintreppe des Kinarut Mansion

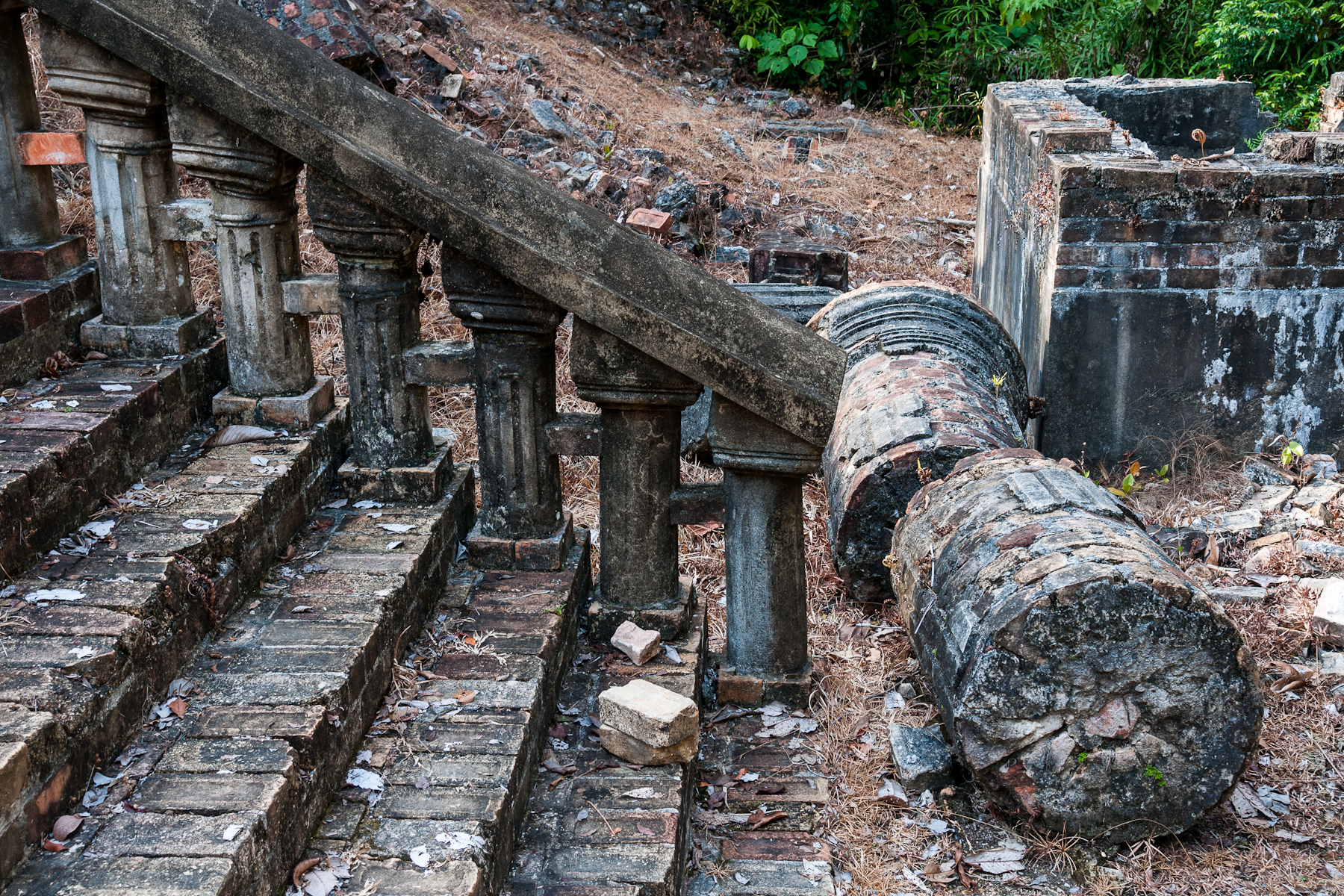
Reste einer griechisch-römischen Säule

Kinarut Mansion (malaiisch Rumah Besar Kinarut) bezeichnet die unter Denkmalschutz stehenden Ruinen eines ehemaligen Herrenhauses im griechisch-römischen Stil in der Nähe von Kinarut im malaysischen Bundesstaat Sabah.

## Beschreibung
Das ehemalige Herrenhaus liegt auf einem bewaldeten Hügel in der Nähe von Kinarut oberhalb des Sungai Kawang. Das zwischen 1910 und 1914 errichtete Haus gehörte zu den wenigen Steinhäusern, die es in der damaligen Zeit in Sabah gab. Es wurde in Ziegelbauweise mit weiß getünchten Wänden von einem indischen Baumeister errichtet, der ein Heer aus 200–300 Arbeitern aus Java befehligte.
Das Herrenhaus mit seinen Außenanlagen erstreckte sich über eine Fläche von etwa zwei Hektar. Zum Haupteingang führte eine 200 Meter langen Allee aus griechisch-römischen Säulen. Das Haus selbst hatte 45 Türen, 152 Fenster und wurde von 42 riesigen Kerosin-Leuchtern beleuchtet.

## Geschichte
Das Gebäude wurde 1910 durch den Deutschen W.F.C. Asimont errichtet. Asimont war der erste Manager der Kautschukplantage Kinarut Rubber Estate, die zur britischen Gesellschaft Manchester North Borneo Ltd gehörte. Die Plantage war zwischen 1910 und 1911 gegründet worden und war mit ihren mehr als zehn Quadratkilometern Fläche nach der Sapong Estate die zweitgrößte Plantage der Westküste Sabahs. Asimont starb 1919 in Surabaya, Indonesia und wurde in Singapur begraben. Das verlassene Haus wurde aus heute nicht mehr bekannten Gründen im Jahr 1923 teilweise durch die North Borneo Chartered Company zerstört.
Das als Kinarut Mansion Panorama bezeichnete Gelände wurde am 22. August 1994 in die Liste historischer Stätten Sabahs aufgenommen.